# Kalkbandspanner
De kalkbandspanner (Cataclysme riguata) is een vlinder uit de familie van de spanners (Geometridae). 
De voorvleugellengte bedraagt tussen de 12 en 14 mm. De basiskleur van de voorvleugel is donkerbruin met grove spikkeling en fijne witte dwarslijntjes. De achtervleugel is wat lichter gekleurd.
De kalkbandspanner gebruikt walstro en bedstro als waardplanten. De vliegtijd is van april tot augustus in twee generaties per jaar. De overwintering vindt plaats als pop.
De soort komt verspreid van Zuidwest- en West-Europa tot de gebergtes van Centraal-Azië. De kalkbandspanner was in België zeer zeldzame in de provincie Namen, maar is daar sinds 1980 niet meer waargenomen. In Nederland is van de soort slechts een waarneming bekend uit 1966. 